# أماليا هولست
أماليا هولست (بالألمانية: Amalia Holst) كاتبة ومفكرة ومناصرة لحقوق المرأة، وُلدت عام 1758. تناولت كتاباتها موضوعات التربية وتحديات كتاب عصر التنوير وممثلينه مثل جان جاك روسو. وغالبًا ما كلن يُطلق عليها النظيرة الألمانية للكاتبة الإنجليزية ماري وولستونكرافت. تم تخليد ذكرى هولست في لوحة حفلة العشاء لجودي شيكاغو. وتُوفيت عام 1829.